# Alfred Witte
Alfred Witte (* 2. März 1878 in Hamburg; † 4. August 1941 ebenda) war ein deutscher Vermessungstechniker und Astrologe.

## Leben
Alfred Witte wurde als einziger Sohn eines Zimmermanns in Hamburg geboren. Er hatte zwei Schwestern, Ida und Paula. Der Vater verließ die Familie. Die Mutter Metta Witte heiratete nicht wieder und zog allein die Kinder auf. Witte wuchs in Hamburg auf, heiratete 1930 die Witwe Gertrud Jantzen (geb. Schlee). Mit ihr hatte er zwei Töchter, Anne Charlotte (1930) und Marion (1932). Witte erlernte den Beruf des Vermessungstechnikers, den er für die Stadt Hamburg in der Position eines Technischen Oberinspektors ausüben sollte.

Nachdem der „Führerstellvertreter“ Rudolf Heß am 10. Mai 1941 in einer völlig autonomen Tat nach England geflogen war, wurden Anfang Juni 1941 Astrologie-Veröffentlichungen und die Ausübung der Astrologie verboten sowie zahlreiche Astrologen verhaftet und z. T. in Konzentrationslager eingeliefert. Alfred Witte war dabei nicht verhaftet worden, hatte sich allerdings regelmäßig bei der Gestapo zu melden. Davon zermürbt und aufgrund von Ängsten wegen einer Gefährdung der Pension bei einer Verhaftung, beging Alfred Witte am 4. August 1941 Suizid, womit er tatsächlich seinen Pensionsanspruch für seine Familie gegenüber dem Staat aufrechterhalten konnte. Witte hatte wohl angenommen, seine Entlassung aus dem Öffentlichen Dienst Hamburgs stände – mit oder ohne Verhaftung – kurz bevor.

## Astrologie
Privat beschäftigte sich Witte zunächst mit Astronomie, nahm um 1911 an astrologischen Vorträgen und Kursen von Karl Brandler-Pracht in Hamburg teil, und drang mit Hilfe von Albert Kniepf, seinem Lehrer, in die Lehren der Astrologie ein. Er entwickelte schon bald darauf eine eigene und abweichende Auffassung im Verhältnis zur traditionellen Astrologie. Statt die Aspektlehre der antiken klassischen Astrologie anzuwenden, gestaltete er von 1913 bis 1925 die Idee von dem Planetenbild, das aus zwei Halbsummen besteht und wie eine algebraische Gleichung anzusehen ist, wenngleich Witte auch innerhalb der „Hamburger Schule“ als „Wiederentdecker“ der Halbsummen bezeichnet wird, nicht als deren Erfinder.
Seine Lehre wurde von außerhalb Hamburgs ansässigen Astrologen als „Hamburger Schule“ bezeichnet. Den Begriff benutzte auch Friedrich Sieggrün. Durch ihn wurde er zum Eigenname für die Methode; weltweit ist sie auch als "Uranian System of Astrology" – kurz „Uranian Astrology“ – bekannt.
1923 meinte Witte, mit seiner mathematisch orientierten Auswertungsmethode weitere Himmelskörper jenseits des Neptuns astrologisch gefunden zu haben und gab Ephemeriden dafür heraus. Witte inspirierte Sieggrün zur Berechnung weiterer hypothetischer Planeten. Die insgesamt 8 hypothetischen Planeten wurden allerdings außerhalb der "Hamburger Schule" von den meisten Astrologen abgelehnt.
Besonders in den 1920er und 1930er Jahren verursachte Witte mit seinen Ideen, die zugleich als Kritik an der traditionellen Astrologie verstanden wurden, viele Kontroversen unter Astrologen im deutschsprachigen Raum. So blieben die meisten deutschen Astrologen skeptisch und Witte geriet auf mehreren Astrologenkongressen in starke Kritik, die Anhängerschaft für das neue Deutungssystem wuchs nur bescheiden. Die weitaus größte Nachwirkung auf die Astrologie dürfte die Theorie der Halbsummen gehabt haben.
Halbsummen werden in vielen Astrologie-Computerprogrammen angeboten. Ephemeriden nach Wittes Berechnung, die auch als „midpoints“ bekannt sind, sind in Buchform oder vereinzelt im Internet erhältlich.
Reinhold Ebertin übernahm Teile der Ideen der Hamburger Schule, die er in „seine“ Lehre der sog. Kosmobiologie strukturierte wie z. B. die Halbsummen und das Konzept der Strukturierung vom Planetenbildern. Ebertin vernachlässigte allerdings das Konzept der Häusertheorie nach Alfred Witte, welches Witte in Anlehnung an die antike Astrologie strukturierte.

## Werke
- Regelwerk für Planetenbilder. Die Astrologie von morgen. Mit einer Einführung von Ludwig Rudolph. 195 S., 1. Auflage. Witte-Verlag, Hamburg 22, 1928
- 2. Auflage. Mit einer Einführung von Ludwig Rudolph. 407 S., Witte-Verlag, Hamburg 22, 1932
- 3. Auflage 1935. Bearbeitet und herausgegeben von Ludwig Rudolph. 419 S., Witte-Verlag Ludwig Rudolph, Hamburg 22, 1935
- Uranian System of Astrology [Hamburg School by Alfred witte], RULES FOR PLANETARY PICTURES [From "Regelwerk" by A.Witte & L. Rudolph]. Übersetzt von Richard Svehla, Phoenix Bookshop, Cleveland/Ohio, USA 1939
- 4. und 5. Auflage. Bearbeitet und herausgegeben von Ludwig Rudolph. Überarbeitet und ergänzt durch die Aussagen über Pluto und die von Friedrich Sieggrün berechneten Transneptunplaneten Apollon, Admetos, Vulkanus und Poseidon von Hermann Lefeldt. 379 S., Ludwig Rudolph (Witte-Verlag), Hamburg 13, 1946 und 1959
- Leitfaden der Astrologie. System Hamburger Schule. Bearbeitet und herausgegeben von Ludwig Rudolph, unter Mitarbeit des Begründers dieser Lehre Alfred Witte. Witte-Verlag, Hamburg 22, 1933
- Immerwährende Ephemeride für Mondknoten, Uranus, Neptun, Cupido, Hades, Zeus und Kronos. Alfred Witte, Witte-Verlag Ludwig Rudolph, Hamburg 1935
- Der Mensch – eine Empfangsstation kosmischer Suggestionen. Nachdruck aller 47 Aufsätze von Alfred Witte sowie der 'Einführung in die astrologischen Arbeitsmethoden der Hamburger Schule' von Wilhelm Hartmann und 'Die Fliegerbombe.' Astrologische Skizze. Von Friedrich Sieggrün. Mit Kommentaren von Hermann Sporner. 357 S., Ludwig Rudolph (Witte-Verlag), Hamburg 1975, ISBN 3-920807-11-1

## Gruppierungen der Witte-Anhänger
- Astrologenverein „Hamburger Schule“, Hamburg, gegr. 1925
- Witte-Studiengemeinschaft Düsseldorf, Düsseldorf, gegr. 1932
- Uranian Astrology Research Club, Cleveland, Ohio/USA, 1939
- Astrologische Studiengesellschaft (Hamburger Schule), Hamburg, gegr. 1947
- Uranian Circle, Chicago, gegr. 196? by Calvin Hanes
- The „Bangkok Astrological School“, Bangkok, Thailand, gegr. 1972
- The „Uranian Society“, New York City, USA, gegr. 1985
- Uranian Astrologers Club Thailand (UACT), Bangkok, Thailand, gegr. 2001
- The „International Uranian Fellowship“, Den Haag, Niederlande, gegr. 2007